# La maja desnuda (film)
La maja desnuda (The Naked Maja) è un film del 1958, diretto da Henry Koster e Mario Russo, basato sulla vita del pittore spagnolo Francisco Goya.

## Trama
In Spagna, verso la fine del XVIII secolo, il pittore Francisco Goya incontra la giovane duchessa d’Alba, che diventerà sua mecenate, musa ed amante.

## Accoglienza

### Incassi
Il film, con un incasso di quasi un miliardo e mezzo di lire, si classificò secondo dietro La tempesta di Alberto Lattuada tra i maggiori successi italiani della stagione 1958-59.
Detiene ad oggi il 44º posto nella classifica dei film italiani più visti di sempre con 8 507 081 spettatori paganti.

### Critica
All'uscita nelle sale, Segnalazioni Cinematografiche accusa il film di cadere "spesso nella teatralità", tuttavia segnala come "apprezzabile la ricostruzione ambientale, che si ispira spesso, e non di rado con efficacia, ai dipinti di Goya"

## Riconoscimenti
- 1959 - David di Donatello
  - Miglior produzione[4]